# Лісний (Зубово-Полянський район)
Лісни́й (рос. Лесной, ерз. Лесной) — селище у складі Зубово-Полянського району Мордовії, Росія. Входить до складу Яваського міського поселення.
Населення — 1085 осіб (2010; 1387 у 2002).
Національний склад (станом на 2002 рік):
- росіяни — 75 %